# Плавание на летних Олимпийских играх 1968
Соревнования по плаванию на летних Олимпийских играх 1968 года проводились как среди мужчин, так и среди женщин. Принимал соревнования Олимпийский бассейн имени Франсиско Маркеса.

## Общий медальный зачёт
| Место | Страна         | Золото | Серебро | Бронза | Всего |
| ----- | -------------- | ------ | ------- | ------ | ----- |
| 1     | США            | 21     | 15      | 16     | 52    |
| 2     | Австралия      | 3      | 2       | 3      | 8     |
| 3     | ГДР            | 2      | 3       | 1      | 6     |
| 4     | Югославия      | 1      | 1       | 0      | 2     |
| 5     | Мексика        | 1      | 0       | 1      | 2     |
| 6     | Нидерланды     | 1      | 0       | 0      | 1     |
| 7     | СССР           | 0      | 4       | 4      | 8     |
| 8     | Канада         | 0      | 3       | 1      | 4     |
| 9     | Великобритания | 0      | 1       | 0      | 1     |
| 10    | ФРГ            | 0      | 0       | 2      | 2     |
| 11    | Франция        | 0      | 0       | 1      | 1     |

## Медалисты

### Мужчины
| Дисциплина                       | Золото                                                             | Серебро                                                                       | Бронза                                                                       |
| -------------------------------- | ------------------------------------------------------------------ | ----------------------------------------------------------------------------- | ---------------------------------------------------------------------------- |
| 100 м вольным стилем             | Майкл Венден Австралия                                             | Кеннет Уолш США                                                               | Марк Спитц США                                                               |
| 200 м вольным стилем             | Майкл Венден Австралия                                             | Дон Шолландер США                                                             | Джон Нельсон США                                                             |
| 400 м вольным стилем             | Майкл Бёртон США                                                   | Ральф Хаттон Канада                                                           | Ален Москони Франция                                                         |
| 1500 м вольным стилем            | Майкл Бёртон США                                                   | Джон Кинселла США                                                             | Грегори Бро Австралия                                                        |
| 100 м на спине                   | Роланд Маттес ГДР                                                  | Чарльз Хиккокс США                                                            | Рональд Миллс США                                                            |
| 200 м на спине                   | Роланд Маттес ГДР                                                  | Митчелл Айви США                                                              | Джек Хорсли США                                                              |
| 100 м брассом                    | Дон Маккензи США                                                   | Владимир Косинский СССР                                                       | Николай Панкин СССР                                                          |
| 200 м брассом                    | Фелипе Муньос Мексика                                              | Владимир Косинский СССР                                                       | Брайан Джоб США                                                              |
| 100 м баттерфляем                | Дуглас Расселл США                                                 | Марк Спитц США                                                                | Росс Уэйлз США                                                               |
| 200 м баттерфляем                | Карл Роби США                                                      | Мартин Вудрофф Великобритания                                                 | Джон Феррис США                                                              |
| 200 м комплексным плаванием      | Чарльз Хиккокс США                                                 | Грегори Бакингэм США                                                          | Джон Феррис США                                                              |
| 400 м комплексным плаванием      | Чарльз Хиккокс США                                                 | Гэри Холл-старший США                                                         | Михаэль Хольтхаус ФРГ                                                        |
| Эстафета 4×100 м вольным стилем  | США · Захари Зорн · Стефен Рерих · Кеннет Уолш · Марк Спитц        | СССР · Георгий Куликов · Виктор Мазанов · Семён Белиц-Гейман · Леонид Ильичёв | Австралия · Грегори Роджерс · Роберт Кьюсэк · Роберт Виндл · Майкл Венден    |
| Эстафета 4×200 м вольным стилем  | США · Джон Нельсон · Стефен Рерих · Марк Спитц · Дон Шолландер     | Австралия · Грегори Роджерс · Грэйам Уайт · Роберт Виндл · Майкл Венден       | СССР · Владимир Буре · Семён Белиц-Гейман · Георгий Куликов · Леонид Ильичёв |
| Эстафета 4×100 м комбинированная | США · Чарльз Хиккокс · Дон Маккензи · Дуглас Расселл · Кеннет Уолш | ГДР · Роланд Маттес · Эгон Хеннингер · Хорст-Гюнтер Грегор · Франк Виганд     | СССР · Юрий Громак · Владимир Немшилов · Владимир Косинский · Леонид Ильичёв |

### Женщины
| Дисциплина                       | Золото                                                              | Серебро                                                                      | Бронза                                                                  |
| -------------------------------- | ------------------------------------------------------------------- | ---------------------------------------------------------------------------- | ----------------------------------------------------------------------- |
| 100 м вольным стилем             | Джан Хенне США                                                      | Сюзан Педерсен США                                                           | Линда Густавсон США                                                     |
| 200 м вольным стилем             | Дебби Мейер США                                                     | Джан Хенне США                                                               | Джейн Баркман США                                                       |
| 400 м вольным стилем             | Дебби Мейер США                                                     | Линда Густавсон США                                                          | Карен Морас Австралия                                                   |
| 800 м вольным стилем             | Дебби Мейер США                                                     | Памела Крюз США                                                              | Мария Тереса Рамирес Гомес Мексика                                      |
| 100 м на спине                   | Кей Холл США                                                        | Элейн Таннер Канада                                                          | Джейн Свагерти США                                                      |
| 200 м на спине                   | Лиллиан Уотсон США                                                  | Элейн Таннер Канада                                                          | Кей Холл США                                                            |
| 100 м брассом                    | Джюрджя Бьедов Югославия                                            | Галина Прозуменщикова СССР                                                   | Шарон Вичман США                                                        |
| 200 м брассом                    | Шарон Вичман США                                                    | Джюрджя Бьедов Югославия                                                     | Галина Прозуменщикова СССР                                              |
| 100 м баттерфляем                | Лин Макклементс Австралия                                           | Элеанор Даниель США                                                          | Сюзан Шилдс США                                                         |
| 200 м баттерфляем                | Ада Кок Нидерланды                                                  | Хельга Линднер ГДР                                                           | Элеанор Даниель США                                                     |
| 200 м комплексным плаванием      | Клаудиа Колб США                                                    | Сюзан Педерсен США                                                           | Джан Хенне США                                                          |
| 400 м комплексным плаванием      | Клаудиа Колб США                                                    | Линн Видали США                                                              | Сабине Штайнбах ГДР                                                     |
| Эстафета 4×100 м вольным стилем  | США · Джейн Баркман · Линда Густавсон · Сюзан Педерсен · Джан Хенне | ГДР · Габриеле Вецко · Габриеле Пертес · Росвита Краузе · Ута Шмук           | Канада · Анджела Кафлен · Марилин Корсон · Элейн Таннер · Марион Лей    |
| Эстафета 4×100 м комбинированная | США · Кей Холл · Кэтрин Болл · Элеанор Даниель · Сюзан Педерсен     | Австралия · Линне Уотсон · Джуди Плейфэр · Лин Макклементс · Джанет Стейнбек | ФРГ · Ангелика Краус · Ута Фромматер · Хайке Хустеде · Хайдемари Райнек |